# یدید جیوه (I)
یدید جیوه(I) (به انگلیسی: Mercury(I) iodide) با فرمول شیمیایی Hg۲I۲ یک ترکیب شیمیایی است. که جرم مولی آن ۶۵۴٫۹۸ g/mol می‌باشد. شکل ظاهری این ترکیب، پودر زرد است.